# Pericoma fluviatilis
Pericoma fluviatilis är en tvåvingeart som beskrevs av Dyar 1926. Pericoma fluviatilis ingår i släktet Pericoma och familjen fjärilsmyggor. Inga underarter finns listade i Catalogue of Life.